# Conférence des évêques catholiques d'Asie centrale
La Conférence des évêques catholiques d’Asie centrale (en anglais : Catholic Bishops’ Conference of Central Asia, abrégé CBCCA) est une conférence épiscopale de l’Église catholique qui réunit les ordinaires de sept pays d’Asie centrale : l’Afghanistan, le Kazakhstan, le Kirghizistan, la Mongolie, l’Ouzbékistan, le Tadjikistan et le Turkménistan. L’Église catholique est une religion minoritaire dans ces pays (250 000 catholiques sur 19 millions d’habitants au Kazakhstan, et pas de diocèses pour les autres pays).
La conférence participe à la Fédération des conférences épiscopales asiatiques (en), depuis sa création en avril 2022.

## Membres

### Assemblée plénière
La réunion plénière d’officialisation de la conférence a réuni dix-sept personnalités :
- Francis Assisi Chullikatt, nonce apostolique au Kazakhstan, au Kirghizistan et au Turkménistan ;
- Alfred Xuereb, nonce apostolique en Mongolie (mais aussi en Corée du Sud) ;
- Giorgio Marengo (I.M.C.), préfet apostolique d’Oulan-Bator en Mongolie ;
- Vladimír Fekete (en) (S.D.B.), préfet apostolique d’Azerbaïdjan ;
- Giovanni M. Scalese (de) (C.R.S.P.), superior ecclesiasticus de la mission sui juris d’Afghanistan ;
- Jan Piotrowski (en), évêque de Kielce en Pologne ;[pourquoi ?]
- José Luís Mumbiela Sierra (en), évêque d’Almaty au Kazakhstan, et dernier président de la Conférence des évêques catholiques du Kazakhstan (en) ;
- Adelio Dell'Oro, évêque de Karaganda au Kazakhstan ;
- Yevgeniy Zinkovskiy (en), évêque auxiliaire de Karaganda au Kazakhstan ;
- Tomasz Peta, archevêque d’Astana au Kazakhstan ;
- Athanasius Schneider, évêque auxiliaire de l’archidiocèse d’Astana au Kazakhstan ;
- Jerzy Maculewicz (en), administrateur apostolique d’Ouzbékistan ;
- Vasyl Hovera (en), administrateur apostolique du Kazakhstan et de l’Asie centrale (en) pour les croyants de rite byzantin ;
- Peter Sakmár (de), administrateur apostolique d’Atyraou au Kazakhstan ;
- Andrzej Madej (de), superior ecclesiasticus de la mission sui juris du Turkménistan ;
- Anthony James Corcoran (de) (S.J.), administrateur apostolique du Kirghizistan ;
- Pedro Ramiro López (de) (I.V.E.), superior ecclesiasticus de la mission sui juris du Tadjikistan ;

même si certains (les nonces apostoliques) ne seront peut-être pas officiellement « membres » par la suite, juste « invités ».

### Présidents
Le premier président de la conférence épiscopale est José Luís Mumbiela Sierra (en), évêque d’Almaty au Kazakhstan.

### Vice-présidents
Le premier vice-président de la conférence épiscopale est Jerzy Maculewicz (en), administrateur apostolique d’Ouzbékistan.

### Secrétaires
Le premier secrétaire général de la conférence épiscopale est Yevgeniy Zinkovskiy (en), évêque auxiliaire de Karaganda au Kazakhstan.

## Historique
La conférence est établie par un décret de la Congrégation pour l’évangélisation des peuples daté du 8 septembre 2021. Le 20 septembre, la Conférence des évêques catholiques du Kazakhstan (en), qui existait depuis 2003[réf. souhaitée], tient sa 41e assemblée plénière en vue de sa dissolution, en présence du nonce apostolique au Kazakhstan, au Kirghizistan et au Turkménistan, Francis Assisi Chullikatt, qui a porté le projet.
La première assemblée plénière a lieu du 27 au 29 avril 2022 à Nour-Soultan, la capitale du Kazakhstan. Les membres en profitent pour visiter le sanctuaire Marie-Reine-de-Paix d’Ozernoïe,. Ils devraient rendre leur première visite ad limina apostolorum en septembre 2022.

## Sanctuaires
La Conférence des évêques catholiques du Kazakhstan (en) avait désigné, le sanctuaire Marie-Reine-de-Paix d’Ozernoïe comme sanctuaire national. Le statut semble avoir été renouvelé à la création de la Conférence des évêques catholiques d’Asie centrale.